# Borova skupina
Borova skupina so kemijski elementi iz 13., po stari nonemklaturi IIIA, skupine periodnega sistema elementov. Mednje spadajo bor (B), aluminij (Al), galij (Ga), indij (In), talij (Tl) in ununtrij (Uut). Elemente včasih imenujejo tudi zemeljske kovine, kar pa ni povsem res, ker spada bor med polkovine.

## Lastnosti
Bor je polkovina, drugi elementi pa so kovine iz tako imenovanih "poprehodnih skupin" oziroma kovine iz bloka p. Bor je v naravi redek, verjetno zaradi cepljenja jedra, ki ga povzročijo subatomski delci iz naravne radioaktivnosti. Aluminij je tretji najbolj pogost element v zemeljski skorji (7,4%).

### Fizikalne lastnosti
Nekatere fizikalne lastnosti elementov borove skupine so zbrane v naslednji preglednici:
| Element  | Tališče [K] | Vrelišče [K] | Gostota [kg/m3] | Trdota [Mohsova lestvica] | Električna prevodnost [S/m] |
| -------- | ----------- | ------------ | --------------- | ------------------------- | --------------------------- |
| Bor      | 2349        | 4200         | 2460            | 9,3                       | 1 · 10−4                    |
| Aluminij | 933,47      | 2740         | 2700            | 2,75                      | 37,7·106                    |
| Galij    | 302,91      | 2477         | 5904            | 1,5                       | 6,76·106                    |
| Indij    | 429,75      | 2345         | 7310            | 1,2                       | 11,6·106                    |
| Talij    | 577         | 1746         | 11850           | 1,2                       | 6,17·106                    |

### Elektronska konfiguracija
Splošna elektronska konfiguracija elementov borove skupine je [X]ys2yp1, pri čemer je [X] elektronska konfiguracija žlahtnega plina iz prejšnje periode. Elementi od galija dalje imajo tudi orbitalo (y-1)d10, talij pa ima tudi orbitalo (y-2)f14.
Posamezni elementi imajo naslednje elektronske konfiguracije:
| Z  | Element  | Elektronska konfiguracija        |
| -- | -------- | -------------------------------- |
| 5  | Bor      | [He] 2s22p1                      |
| 13 | Aluminij | [Ne] 3s23p1                      |
| 31 | Galij    | [Ar] 3d104s24p1                  |
| 49 | Indij    | [Kr] 4d105s25p1                  |
| 81 | Talij    | [Xe] 4f145d106s26p1              |
| 81 | Ununtrij | [Rn] 5f146d107s27p1 (izračunana) |

Splošno oksidacijsko stanje elementov je 3+. Talij in indij imata tudi oksidacijski stanji 1+, ki je pri taliju celo bolj pogosto kot +3.

### Kemijske reakcije
Me v naslednjih kemijskih enačbah pomeni element iz borove skupine.
- Reakcija s kisikom:

3Me + 3O2 → 2Me2O3
Talij tvori tudi Tl2O.
- Reakcija z vodikom (ni spontana):

2Me + 3H2 → 2MeH3
Z vodikom reagirata samo bor in aluminij in tvorita kovalentna hidrida. Borov hidrid boran BH3 je hipotetična spojina, iz katere z vezjo s tremi centri in dvema elektronoma (3c-2e) nastane dimer diboran (B2H6). Molekule AlH3 so povezane z vodikovimi vezmi.
- Reakcija z vodo:

2Al + 6H2O → Al(OH)3 + 3H2
Reakcija poteče samo z aluminijem in na površini kovine ustvari pasivni sloj.
- Reakcija s halogeni, na primer s klorom:

2Me + 3Cl2 → 2MeCl3
Talij tvori tudi TlCl.

## Spojine
- Oksidi(III), hidroksidi in kisline:
  - Borov trioksid (B2O3) je kovalentna spojina. Spojina je higroskopna in z vodo tvori zelo šibko borovo kislino (H3BO3).
  - Aluminijev trioksid (Al2O3, glinica) je tudi higroskopna spojina, topna v bazah in kislinah. Z vodo tvori aluminijev hidroksid (Al(OH)3), ki je amfoteren.
  - Galijev trioksid (Ga2O3) z vodo tvori galijev hidroksid (Ga(OH)3).
  - Indijev trioksid (In2O3) z vodo tvori indijev hidroksid (In(OH)3), ki je bazičen.
  - Talijev(III) oksid (Ti2O3) z vodo tvori talijev(III) hidroksid (Tl(OH)3), ki je prav tako bazičen.
- Spojine z vodikom:
  - Boran ((BH3)n) je tekočina ali plin z neprijetnim vonjem. Je zelo reaktiven, strupen in eksploziven. V diboranu sta dva borova atoma in dva vodikova atoma povezana samo z dvema elektronoma, tako da ima spojina strukturo B-H-B.
  - Aluminijev hidrid (AlH3, alan) je visokopolimeren prah, občutljiv na zrak in vodo, ki pri temperaturi preko 100 °C razpade. Molekule so med seboj povezane z vodikovimi vezmi.
- Druge spojine:
  - Karboran je boran, ki vsebuje tudi ogljik, večinoma kot B10C2H12.
  - Borov karbid (B13C2) ima večjo trdoto kot diamant in se uporablja kot brusilno sredstvo ali za izdelavo predmetov, ki morajo biti odporni proti obrabi.

- - BN so borove spojina z dušikom v razmerju 1:1, ki imajo zgradbo podobno ogljikovodikom. Bor dobi manjkajoče elektronske pare od dušika.
    - Borov nitrid ima podobno zgradbo kot grafit.
    - Borazon (anorganski diamant) je zelo trda spojina s podobno kristalno strukturo kot diamant.

  - Aluminijev klorid (AlCl3) je higroskopen in se na vlažnem zraku kadi. Dim je sestavljen iz klorovodikove kisline (HCl) in aluminijevega hidroksida (Al(OH)3), ki nastaneta s hidrolizo klorida.
  - Aluminijev sulfat (Al2(SO4)3·12 H2O) je brezbarvna kristalna snov. Brezvodna spojina je bel prah.
  - Aluminijeve zlitine imajo boljše lastnosti kot sam aluminij. Najbolj znane zlitine so dural (4% Cu, 0,3% Mg, 1% Mn in 0,5% Si), magnalij (3–9% Mg) in silumin (do 14% Si).
  - Galijev klorid (GaCl3) tvori brezbarvne kristale.
  - Galijeve(III) spojine z elementi iz 15. skupine so polprevodniki:
    - galijev nitrid (GaN)
    - galijev fosfid (GaP)
    - galijev arzenid (GaSa)
    - galijev antimodid (GaSb)

  - Nekatere galijeve spojine so superprevodniki:
    - V3Ga (kritična temperatura 16,8 K)
    - Nb3Ga (kritična temperatura 14 K)
    - Zr3Ga (kritična temperatura 10 K)

  - Indijev(III) klorid (InCl3) kristalizira v obliki loščic. Je higroskopen, v plinski fazi pa dimerizira, tako kot vsi indijevi halogenidi. Indijev klorid pogosto tvori dvojne soli s klorido-kompleksom InCl3−6.
  - Zlitine z elementi iz 15. skupine služijo kot polprevodniki. V transformatorjih in tuljavah se uporabljajo kot feromagnetna jedra.
  - Talijev(I) sulfat (Tl2SO4) tvori brezbarvne, želo strupene kristale.
  - V natrijevem talidu (NaTl) tvorijo Ti− ioni diamantno kristalno rešetko, v kateri vmesne prostore zapolnjujejo Na+ ioni.
  - Talijev(I) alkoksid nastane v reakciji talija z alkoholi. Spojina je tetramer kockaste oblike.
  - Talijev(I) oksid in talijev(I) hidroksid

## Nahajališča
Elementi borove skupine sestavljajo 7,3% zemeljske skorje, večinoma kot oksidi. V tej količini je 99,96% aluminija, ostalih 0,06% pa si delijo
- 51% bor,
- 46% galij,
- 3% indij in
- 0,2% talij.

Minerali, ki vsebujejo aluminij:
- Boksit (zmes mineralov)
- Korund (Al2O3)
- Rubin (oblika korunda)
- Neobdelan safir (oblika korunda)

## Vir
- Hans Breuer: dtv-Atlas Chemie (Band 1: Allgemeine und anorganische Chemie). S. 114-129 (2000), ISBN 3-423-03217-0